# Gwanda (Simbabwe)
Gwanda, auch Jawunda oder Jahunda, gegründet 1900, ist Hauptstadt der Provinz Matabeleland South in Simbabwe. Mit ihrem Umland stellt sie einen der Urbanen Distrikte Simbabwes mit einer Fläche von 23 km². Jahunda ist ein Berg bei der Stadt, der heute einen sehr dicht besiedelten Vorort gleichen Namens trägt.

## Geografie
Die Stadt liegt etwa 1000 m hoch am Fluss Mtshabezi, einem Nebenfluss des Thuli im Distrikt Gwanda Rural. Sie ist etwa 200 km von dem einzigen simbabwisch-südafrikanischen Grenzübergang in Beitbridge entfernt.

## Bevölkerung
Die höchste Bevölkerungsdichte in der Provinz Matabeleland South besteht im ländlichen Distrikt Gwanda Rural (Census 2022, 124.548 Ew.). Der Distrikt Gwanda Urban, also die Stadt und ihre Umgebung, hat nach der Volkszählung von 2022 eine Einwohnerzahl von 27.147 Personen.
Die Region Gwanda weist die zweithöchste Infektionsrate mit HIV/AIDS in Simbabwe auf. Es gibt dadurch hier eine große Zahl von Waisen und gefährdeten Kindern.

## Wirtschaft
Im Umland der Stadt befinden sich Bergwerke, in denen Gold, Asbest und Chrom gefördert wird. Sie gehören zur an mineralischen Rohstoffen reichen Zone des Great Dyke. Kleinhandwerklicher und ungeregelter Goldbergbau führt in der Region von Gwanda zu erheblichen Umweltproblemen, die in hohen Schwebstoffanteilen (Schluff) der Oberflächengewässer, Bodenerosion und in einer Quecksilberkontamination der Umwelt durch die Goldgewinnungstechnologie zum Ausdruck kommen.
Ansonsten dominiert in diesem semiariden Gebiet die Landwirtschaft, vor allem die Rinderzucht. Vereinzelt finden sich Lodges für den Tourismus.

## Infrastruktur
Der Urbane Distrikt ist in 10 Wards aufgeteilt.

### Verkehr
Die durch Gwanda verlaufende Fernstraße A6 und Eisenbahnlinie führen nach Bulawayo und nach Beitbridge. Durch die Eröffnung eines neuen Grenzübergangs im Juni 2016, der Mlambapeli Border Post, ist aus Richtung der Stadt eine günstigere Straßenverbindung nach Botswana gegeben, als es bisher über den Plumtree Border Post möglich war. In der Stadt sind 201 km Straßen, wovon 49 geteert sind. Nördlich der Stadt befindet sich eine nicht geteerte Rollbahn.

### Medizinische Versorgung
In Gwanda gibt es ein Krankenhaus und eine Ambulanz. Darüber hinaus gibt es noch 6 private Einrichtungen.

### Wasser
Die schon über längere Zeit anhaltende problematische Wasserversorgung der Stadtbevölkerung hatte 2016 zu Protesten und politischen Kontroversen geführt. Die Kernforderung war dabei, dass sich der staatliche Wasserversorger ZIMWA aus der städtischen Wasserwirtschaft zurückziehen möge, weil die duale Verantwortlichkeit parallel mit den kommunalen Stellen zu anhaltend unbefriedigenden Verhältnissen geführt hatte.

### Bildung
In der Stadt befindet sich die 2013 eröffnete Gwanda State University (GSU). Sie ist vorübergehend in einem ehemaligen Bergwerkskomplex (Epoch Mine) untergebracht. Sie besteht aus zwei Fakultäten:
- Faculty of Engineering (Ingenieurwissenschaften),
- Faculty of Agriculture (Landwirtschaft).

Die Errichtung einer Faculty of Industrial Management (Betriebswirtschaftslehre) ist geplant.
In der Stadt gibt es 5 Grund- und 2 weiterführende Schulen sowie 4 Hochschulen.
In der Stadt Gwanda steht Seit 1992 die Edward-Ndlovu-Bibliothek, die seither ausgebaut wird und Schulen des Ortes mit Büchern versorgt.

## Bevölkerungsentwicklung
Bevölkerungsentwicklung
| Jahr          | Einwohner |
| ------------- | --------- |
| 1982 (Zensus) | 4874      |
| 1992 (Zensus) | 10.565    |
| 2002 (Zensus) | 13.184    |
| 2012 (Zensus) | 19.895    |
| 2022 (Zensus) | 27.143    |

## Persönlichkeiten
- Rupiah Banda (1937–2022), Politiker, 2008 bis 2011 Präsident Sambias